# Liste von Persönlichkeiten Nagasakis
Diese Liste zählt Personen auf, die in der japanischen Stadt Nagasaki oder andernorts in der japanischen Präfektur Nagasaki geboren wurden oder längere Zeit vor Ort gewirkt haben.

## F
- Fukuchi Gen’ichirō (1841–1906), Autor, Journalist und Staatsmann
- Masaharu Fukuyama (* 1969), Musiker und Schauspieler
- Takano Fusatarō (1869–1904), Organisator in der japanischen Arbeiterbewegung

## H
- Paul Sueo Hamaguchi (1948–2020), römisch-katholischer Geistlicher und Bischof von Ōita
- Carl Sadakichi Hartmann (1867–1944), Dichter, Essayist, Autor und Schauspieler
- Hayashi Dōei (1640–1708), Dolmetscher
- Kyōko Hayashi (1930–2017), Schriftstellerin
- Ririka Hironaka (* 2000), Langstreckenläuferin
- Hirotsu Ryūrō (1861–1928), Schriftsteller

## I
- Kamichika Ichiko (1888–1981), Schriftstellerin und Politikerin
- Imamura Eisei (1671–1736), Dolmetscher
- Kazuo Ishiguro (* 1954), Schriftsteller
- Itō Shizuo (1906–1953), Lyriker

## J
- Nishikawa Joken (1648–1724), Geschäftsmann, Astronom und Gesellschaftskritiker

## K
- Kawahara Keiga (1786–nach 1860), Maler
- Tetsutarō Kawakami (1902–1980), Schriftsteller
- Yūya Kuwasaki (* 1998), Fußballspieler

## M
- Suehiro Maruo (* 1956), Mangaka, Illustrator und Maler
- Matsuo Toshio (1926–2016), Maler
- Eizi Matuda (1894–1978), Botaniker
- Yoshihito Miyazaki (* 1959), Tischtennisspieler
- Mukai Kyorai (1651–1704), Dichter

## N
- Paul Takashi Nagai (1908–1951), Radiologe und Autor
- Shūsei Nagaoka (1936–2015), Illustrator und Maler
- Nagaoka Hantarō (1865–1950), Physiker
- Masa Nakayama (1891–1976), Politikerin

## O
- Tadashi Ōtsuka (* 1978), Badmintonspieler

## S
- Seiichirō Sakai (1905–1993), Schriftsteller
- Ineko Sata (1904–1998), Schriftstellerin
- Ryūtarō Shibata (* 1992), Fußballspieler
- Takuma Shikayama (* 1996), Fußballspieler
- Hiroshi Shirai (1937–2024), Karate-Meister
- Kazuo Soda (* 1930), Friedensaktivist
- Hideto Sotobayashi (1929–2011), Chemiker und Überlebender des Atombombenabwurfs

## T
- Paul Yoshigorō Taguchi (1902–1978), Erzbischof
- Joseph Mitsuaki Takami (* 1946), Erzbischof
- Chikao Tanaka (1905–1995), Dramatiker und Theaterleiter
- Yūhei Tokunaga (* 1983), Fußballspieler
- Satoshi Tsuiki (* 1992), Volleyballspieler

## U
- Ueno Hikoma (1838–1904), Fotograf
- Shungiku Uchida (* 1959), Manga-Zeichnerin, Autorin japanischer Gegenwartsliteratur, Drehbuchautorin, Schauspielerin und Sängerin

## V
- Gustave Verbeek (1867–1937), Zeitungsillustrator

## Y
- Kazuya Yamamura (* 1989), Fußballspieler
- Kazuhito Yamashita (* 1961), Gitarrist
- Maya Yoshida (* 1988), Fußballspieler
- Shūichi Yoshida (* 1968), Schriftsteller
- Satsuki Yoshino (* 1985), Mangaka und Illustratorin
- Yoshio Kōsaku (1724–1800), Dolmetscher
- Kumashiro Yūhi (etwa 1712–1773), Maler in der Mitte der Edo-Zeit